# عملیات قدس ۲
عملیات قدس ۲ یکی از عملیات‌های جنگ ایران و عراق است که در ۴ تیر ماه ۱۳۶۴ در منطقه عملیاتی «هورالهویزه» توسط نیروهای سپاه پاسداران انقلاب اسلامی انجام شد. رمز این عملیات «یا محمد رسول‌الله (ص)» بود و هدف از اجرای آن، خنثی نمودن پاتک نیروهای بعثی ارتش عراق در اطراف منطقه «البیضه» بود.
در عملیات قدس ۲، نیروهای ایرانی در منطقه‌های نیزاری و پر از آبِ شرق رودخانه دجله، مانع از هجوم ارتش بعثی عراق شدند، و ابتکار عمل را به دست گرفتند؛ آنها همچنین قسمتی از توان رزمی بعثی‌ها را از بین برده و نیروهای تیپ ۶۸ کماندویی را منهم کردند. در این عملیاتِ آبی-خاکی، نیروهای سپاه پاسداران به تعداد ۳۱۲ نفر از نیروهای عراقی تلفات وارد کردند و در پایان، پانزده کیلومتر مربع از منطقه شمالی هورالهویزه را آزاد کرده و تعداد ۳۰ فروند قایق و بلم و ۱۵ پاسگاه آبی از نیروهای بعثی را منهدم نمودند.